# 岩波講座 基礎数学
岩波講座 基礎数学(いわなみこうざ きそすうがく)とは、岩波書店から分冊形式で出版された数学書のシリーズ。これらの内いくつかは、後に岩波基礎数学選書(いわなみきそすうがくせんしょ)シリーズとして、一冊本として、一部修正されて再版された。現在は岩波オンデマンドブックスとして刊行が進んでいる。

## 基礎数学
岩波講座 基礎数学は1976年から1981年にかけて発行。(後に重版時には第1次発行と呼ばれる。)全24巻、80分冊。(79分冊+総索引1冊。)総索引は最後の第24巻に含まれる。各分冊はベージュ色のソフトカバー。A5判。正誤表が全4回配布されている。各分冊にISBNはない。配本は巻の順である。
監修は小平邦彦。各巻は5つの分野に分類されている。それらは、線型代数(岩堀長慶編集)、代数学(河田敬義編集)、解析学I、解析学II(藤田宏、小松彦三郎編集)、幾何学(田村一郎、服部晶夫、飯高茂編集)である。
複数の分冊に渡るものは、ページ数は通算して振られている。章末には問題が付されている。
元岩波書店編集部の荒井秀男によれば、計画は1973年頃。計画時に小平邦彦は、戦前の岩波書店の数学書のシリーズである「岩波講座 数学」は分冊で勉強しやすかった、と語った。出版の計画が中止となる巻はなく、刊行は完結した。
基礎数学は1982年から1984年にかけて第2次刊行、また1987年から1989年にかけて第3次刊行として重版されている。
巻は再編されている。第1次発行では、各巻に含まれる分冊は内容が不統一だったが、重版では同一タイトルのものは(ほぼ)一つの巻にした。各巻は箱入りである。1巻から3巻は線型代数、4巻から8巻は代数学など、巻の順序はジャンルごとにまとまっている。また、第1次発行における誤りの修正を含む。
第3次刊行では「数学の学び方」と題された付録を含む。(第6回配本に添付。) これは、基礎数学の8人の編集者おのおのによる、自分の「数学の学び方」についてのエッセーである。1987年に単行本としても出版され、更に2015年には、「新・数学の学び方」と題されて、深谷賢治、斎藤毅、河東泰之、宮岡洋一、小林俊行の5名のエッセーを加えたものが出版された。また第2次刊行の月報を、1冊にまとめて製本したものを含み、巻ごとにISBNが付された。分冊の奥付にも記されている。

| 巻 | 重版時の巻 | 題                                      | 全冊数 | 著者                                 | 分類          | 発行年月   | 国立国会図書館永続的識別子 | 岩波基礎数学選書あるいは岩波オンデマンドブックスで採用された書名、ページ数、価格(空欄は未刊行)   |
| -- | ---------- | --------------------------------------- | ------ | ------------------------------------ | ------------- | ---------- | -------------------------- | ------------------------------------------------------------------------------------------------ |
| 1  | 2          | アフィン幾何・射影幾何                  | 1      | 河田敬義                             | 線型代数 v    | 1976年5月  | NDLJP:12620125             | 「線型空間・アフィン幾何」440頁、3600円                                                          |
| 1  | 9          | 解析入門 I                              | 5      | 小平邦彦                             | 解析学I ii    | 1976年5月  |                            | 「解析入門」530頁、3300円。軽装版(I 3000円+II 3000円)もある。                                    |
| 1  | 18         | 多様体論 I                              | 3      | 志賀浩二                             | 幾何学 i      | 1976年5月  |                            | 「多様体論」岩波オンデマンドブックスでは、386頁で9680円。                                        |
| 2  | 1          | 線型空間 I                              | 2      | 伊原信一郎                           | 線型代数 i    | 1976年7月  | NDLJP:12620206             | 「線型空間・アフィン幾何」                                                                       |
| 2  | 4          | 群論 I                                  | 3      | 近藤武                               | 代数学 i      | 1976年7月  | NDLJP:12620122             | 「群論」408頁、3200円                                                                            |
| 2  | 11         | 測度と積分                              | 1      | 吉田耕作                             | 解析学I iii   | 1976年7月  | NDLJP:12620087             | 「現代解析入門」472頁、3600円                                                                    |
| 2  | 18         | 多様体論 II                             | 3      | 志賀浩二                             | 幾何学 i      | 1976年7月  |                            | 「多様体論」                                                                                     |
| 3  | 3          | 2次形式 I                               | 2      | 田坂隆士                             | 線型代数 iii  | 1976年8月  | NDLJP:12620184             | 「2次形式」272頁、2400円                                                                         |
| 3  | 4          | ホモロジー代数 I                        | 2      | 河田敬義                             | 代数学 iii    | 1976年8月  | NDLJP:12620116             | 「ホモロジー代数」320頁、2600円                                                                  |
| 3  | 14         | 常微分方程式 I                          | 1      | 斎藤利弥                             | 解析学II i    | 1976年8月  |                            | 岩波オンデマンドブックス 168頁、4300円                                                           |
| 4  | 4          | 群論 II                                 | 3      | 近藤武                               | 代数学 i      | 1976年9月  | NDLJP:12620121             | 「群論」                                                                                         |
| 4  | 15         | 定数係数線型偏微分方程式                | 1      | 金子晃                               | 解析学II v    | 1976年9月  |                            | 岩波オンデマンドブックス、170頁、2600円                                                          |
| 4  | 23         | 代数幾何学 I                            | 3      | 飯高茂                               | 幾何学 vii    | 1976年9月  |                            | 岩波オンデマンドブックス「代数幾何学」として、IとIIとIIIを合本。462頁、7000円                    |
| 5  | 1          | 線型空間 II                             | 2      | 伊原信一郎                           | 線型代数 i    | 1976年10月 | NDLJP:12620199             | 「線型空間・アフィン幾何」                                                                       |
| 5  | 9          | 解析入門 II                             | 5      | 小平邦彦                             | 解析学I ii    | 1976年10月 |                            | 「解析入門」                                                                                     |
| 5  | 16         | 線型偏微分方程式論における漸近的方法 I  | 2      | 藤原大輔                             | 解析学II viii | 1976年10月 |                            | 岩波オンデマンドブックス「線型偏微分方程式論における漸近的方法」としてIとIIを合本、320頁、7500円 |
| 5  | 18         | 多様体論 III                            | 3      | 志賀浩二                             | 幾何学 i      | 1976年10月 |                            | 「多様体論」                                                                                     |
| 6  | 3          | 2次形式 II                              | 2      | 田坂隆士                             | 線型代数 iii  | 1976年11月 | NDLJP:12620129             | 「2次形式」                                                                                      |
| 6  | 9          | 集合と位相 I                            | 2      | 彌永昌吉、彌永健一                   | 解析学I i     | 1976年11月 | NDLJP:12620096             | 「集合と位相」320頁、2600円                                                                      |
| 6  | 13         | 確率論 I                                | 3      | 伊藤清                               | 解析学I vii   | 1976年11月 |                            | 「確率論」400頁、3200円                                                                          |
| 7  | 2          | Jordan標準形と単因子論 I                | 2      | 杉浦光夫                             | 線型代数 ii   | 1976年12月 | NDLJP:12620191             | 「ジョルダン標準形・テンソル代数」512頁、4000円                                                  |
| 7  | 5          | 環と加群 I                              | 3      | 山崎圭次郎                           | 代数学 ii     | 1976年12月 |                            | 「環と加群」656頁、4400円。岩波オンデマンドブックスでは、652頁で11550円。                        |
| 7  | 21         | 組合せ位相幾何学                        | 1      | 加藤十吉                             | 幾何学 iv     | 1976年12月 |                            | 岩波オンデマンドブックス 160頁、4100円                                                           |
| 8  | 1          | 線型不等式とその応用                    | 1      | 岩堀長慶                             | 線型代数 vii  | 1977年1月  |                            | 岩波オンデマンドブックス 178頁、4500円                                                           |
| 8  | 8          | 保型関数 I                              | 3      | 清水英男                             | 代数学 vii    | 1977年1月  |                            | 単行本「保型関数」                                                                               |
| 8  | 16         | 非線型楕円型方程式                      | 1      | 増田久弥                             | 解析学II vi   | 1977年1月  |                            | 岩波オンデマンドブックス 140頁、3600円                                                           |
| 8  | 23         | 代数幾何学 II                           | 3      | 飯高茂                               | 幾何学 vii    | 1977年1月  |                            | 岩波オンデマンドブックス「代数幾何学」として、IとIIとIIIを合本。462頁、7000円                    |
| 9  | 3          | テンソル空間と外積代数                  | 1      | 横沼健雄                             | 線型代数 iv   | 1977年3月  | NDLJP:12620126             | 「ジョルダン標準形・テンソル代数」                                                               |
| 9  | 6          | 体とGalois理論 I                        | 3      | 藤崎源二郎                           | 代数学 v      | 1977年3月  |                            | 「体とガロア理論」520頁、4000円。岩波オンデマンドブックスでは7800円。                            |
| 9  | 12         | 複素解析 I                              | 3      | 小平邦彦                             | 解析学I v     | 1977年3月  |                            | 「複素解析」464頁、3800円                                                                        |
| 10 | 4          | 群論 III                                | 3      | 近藤武                               | 代数学 i      | 1977年4月  | NDLJP:12620120             | 「群論」                                                                                         |
| 10 | 14         | 1階偏微分方程式                         | 1      | 大島利雄、小松彦三郎                 | 解析学II iii  | 1977年4月  |                            | 岩波オンデマンドブックス158頁、4000円                                                            |
| 10 | 20         | 微分位相幾何学 I                        | 3      | 田村一郎                             | 幾何学 iii    | 1977年4月  |                            | 単行本「微分位相幾何学」                                                                         |
| 11 | 2          | Jordan標準形と単因子論 II               | 2      | 杉浦光夫                             | 線型代数 ii   | 1977年5月  | NDLJP:12620187             | 「ジョルダン標準形・テンソル代数」                                                               |
| 11 | 14         | 常微分方程式 II                         | 1      | 木村俊房                             | 解析学II ii   | 1977年5月  |                            | 岩波オンデマンドブックス 166頁、4200円                                                           |
| 11 | 19         | 位相幾何学 I                            | 3      | 服部晶夫                             | 幾何学 ii     | 1977年5月  | NDLJP:12620286             | 「位相幾何学」536頁、4200円                                                                      |
| 11 | 24         | Lie群 I                                 | 1      | 伊勢幹夫                             | 幾何学 viii   | 1977年5月  |                            | 下記参照、単行本「リー群論」                                                                     |
| 12 | 9          | 集合と位相 II                           | 2      | 彌永昌吉、彌永健一                   | 解析学I i     | 1977年6月  | NDLJP:12620095             | 「集合と位相」                                                                                   |
| 12 | 13         | 確率論 II                               | 3      | 伊藤清                               | 解析学I vii   | 1977年6月  |                            | 「確率論」                                                                                       |
| 12 | 23         | 代数幾何学 III                          | 3      | 飯高茂                               | 幾何学 vii    | 1977年6月  |                            | 岩波オンデマンドブックス「代数幾何学」として、IとIIとIIIを合本。462頁、7000円                    |
| 13 | 5          | 環と加群 II                             | 3      | 山崎圭次郎                           | 代数学 ii     | 1977年8月  |                            | 「環と加群」                                                                                     |
| 13 | 16         | 線型偏微分方程式論における漸近的方法 II | 2      | 藤原大輔                             | 解析学II viii | 1977年8月  |                            | 岩波オンデマンドブックス「線型偏微分方程式論における漸近的方法」としてIとIIを合本、320頁、7500円 |
| 13 | 21         | 微分幾何学 I                            | 2      | 佐々木重夫                           | 幾何学 v      | 1977年8月  | NDLJP:12620280             | 「微分幾何学」296頁、2500円                                                                      |
| 14 | 6          | ホモロジー代数 II                       | 2      | 河田敬義                             | 代数学 iii    | 1977年9月  | NDLJP:12620115             | 「ホモロジー代数」                                                                               |
| 14 | 6          | 体とGalois理論 II                       | 3      | 藤崎源二郎                           | 代数学 v      | 1977年9月  |                            | 「体とガロア理論」                                                                               |
| 14 | 21         | 微分幾何学 II                           | 2      | 佐々木重夫                           | 幾何学 v      | 1977年9月  | NDLJP:12620279             | 「微分幾何学」                                                                                   |
| 15 | 8          | 可換環論                                | 1      | 飯高茂                               | 代数学 iv     | 1977年11月 |                            | 岩波オンデマンドブックス 144頁、3700円                                                           |
| 15 | 10         | 解析入門 III                            | 5      | 小平邦彦                             | 解析学I ii    | 1977年11月 |                            | 「解析入門」                                                                                     |
| 15 | 16         | 非線型発展方程式                        | 1      | 高村幸男、小西芳雄                   | 解析学II vii  | 1977年11月 | NDLJP:12620308             |                                                                                                  |
| 16 | 8          | 保型関数 II                             | 3      | 清水英男                             | 代数学 vii    | 1977年12月 |                            | 単行本「保型関数」                                                                               |
| 16 | 15         | 数理物理に現われる偏微分方程式 I        | 1      | 藤田宏、池部晃生、犬井鉄郎、高見穎郎 | 解析学II iv   | 1977年12月 |                            | 岩波オンデマンドブックス「数理物理に現われる偏微分方程式」としてIとIIを合本。350頁、8100円       |
| 16 | 20         | 微分位相幾何学 II                       | 3      | 田村一郎                             | 幾何学 iii    | 1977年12月 |                            | 単行本「微分位相幾何学」                                                                         |
| 17 | 3          | 対称群と一般線型群の表現論              | 1      | 岩堀長慶                             | 線型代数 vi   | 1978年2月  |                            | 岩波オンデマンドブックス、154頁、4200円                                                          |
| 17 | 7          | 数論 I                                  | 3      | 河田敬義                             | 代数学 vi     | 1978年2月  |                            | 単行本「数論」                                                                                   |
| 17 | 17         | 超関数論入門                            | 1      | 小松彦三郎                           | 解析学II ix   | 1978年2月  |                            | 岩波オンデマンドブックス 196頁、5000円                                                           |
| 17 | 19         | 位相幾何学 II                           | 3      | 服部晶夫                             | 幾何学 ii     | 1978年2月  | NDLJP:12620295             | 「位相幾何学」                                                                                   |
| 18 | 5          | 環と加群 III                            | 3      | 山崎圭次郎                           | 代数学 ii     | 1978年3月  |                            | 「環と加群」                                                                                     |
| 18 | 11         | 関数解析 I                              | 3      | 藤田宏、黒田成俊                     | 解析学I iv    | 1978年3月  | NDLJP:12620189             | 「関数解析」544頁、4200円                                                                        |
| 18 | 12         | 複素解析 II                             | 3      | 小平邦彦                             | 解析学I v     | 1978年3月  |                            | 「複素解析」                                                                                     |
| 19 | 7          | 数論 II                                 | 3      | 河田敬義                             | 代数学 vi     | 1978年5月  |                            | 単行本「数論」                                                                                   |
| 19 | 13         | 確率論 III                              | 3      | 伊藤清                               | 解析学I vii   | 1978年5月  |                            | 「確率論」                                                                                       |
| 19 | 24         | Lie群 II                                | 1      | 竹内勝                               | 幾何学 ix     | 1978年5月  |                            | 下記参照単行本「リー群論」                                                                       |
| 20 | 8          | 保型関数 III                            | 3      | 清水英男                             | 代数学 vii    | 1978年8月  |                            | 単行本「保型関数」                                                                               |
| 20 | 11         | 関数解析 II                             | 3      | 藤田宏、黒田成俊                     | 解析学I iv    | 1978年8月  | NDLJP:12620185             | 「関数解析」                                                                                     |
| 20 | 20         | 微分位相幾何学 III                      | 3      | 田村一郎                             | 幾何学 iii    | 1978年8月  |                            | 単行本「微分位相幾何学」                                                                         |
| 21 | 6          | 体とGalois理論 III                      | 3      | 藤崎源二郎                           | 代数学 v      | 1978年10月 |                            | 「体とガロア理論」                                                                               |
| 21 | 11         | 関数解析 III                            | 3      | 伊藤清三                             | 解析学I iv    | 1978年10月 | NDLJP:12620181             | 「関数解析」                                                                                     |
| 21 | 12         | 複素解析 III                            | 3      | 小平邦彦                             | 解析学I v     | 1978年10月 |                            | 「複素解析」                                                                                     |
| 21 | 13         | Fourier解析                             | 1      | 小松彦三郎                           | 解析学I vi    | 1978年10月 |                            | 岩波オンデマンドブックス 200頁、5000円                                                           |
| 22 | 7          | 数論 III                                | 3      | 河田敬義                             | 代数学 vi     | 1979年2月  |                            | 単行本「数論」                                                                                   |
| 22 | 15         | 数理物理に現われる偏微分方程式 II       | 2      | 藤田宏、池部晃生、犬井鉄郎、高見穎郎 | 解析学II iv   | 1979年2月  |                            | 「数理物理に現われる偏微分方程式」としてIとIIを合本。岩波オンデマンドブックス 350頁、8100円      |
| 22 | 19         | 位相幾何学 III                          | 3      | 服部晶夫                             | 幾何学 ii     | 1979年2月  | NDLJP:12620294             | 「位相幾何学」                                                                                   |
| 23 | 10         | 解析入門 IV                             | 5      | 小平邦彦                             | 解析学I ii    | 1979年9月  |                            | 「解析入門」                                                                                     |
| 23 | 17         | スペクトル理論 I                        | 1      | 木村俊房                             | 解析学II x    | 1979年9月  |                            | 岩波オンデマンドブックス 204頁、5200円                                                           |
| 23 | 17         | スペクトル理論 II                       | 1      | 黒田成俊                             | 解析学II xi   | 1979年9月  |                            | 岩波オンデマンドブックス 184頁、4700円                                                           |
| 23 | 22         | 複素多様体論 I                          | 3      | 小平邦彦                             | 幾何学 vi     | 1979年9月  | NDLJP:12620278             | 単行本「複素多様体論」                                                                           |
| 24 | 10         | 解析入門 V                              | 5      | 藤田宏                               | 解析学I ii    | 1981年3月  | NDLJP:12620088             | 「現代解析入門」                                                                                 |
| 24 | 22         | 複素多様体論 II                         | 3      | 小平邦彦                             | 幾何学 vi     | 1981年3月  | NDLJP:12620277             | 単行本「複素多様体論」                                                                           |
| 24 | 22         | 複素多様体論 III                        | 3      | 小平邦彦                             | 幾何学 vi     | 1981年3月  | NDLJP:12620276             | 単行本「複素多様体論」                                                                           |
| 24 | 24         | 総索引                                  | 1      |                                      |               | 1981年3月  | NDLJP:12620271             |                                                                                                  |

## 単行本化
単行本化はまず岩波基礎数学選書として行われた。岩波基礎数学選書は「基礎数学」の中から学部程度の基礎教科に相当するものを選んで1990年から1991年にかけて再出版している。選書になった全16巻は「線型空間・アフィン幾何」「解析入門」「多様体論」「群論」「現代解析入門」「2次形式」「ホモロジー代数」「集合と位相」「確率論」「ジョルダン標準形・テンソル代数」「環と加群」「体とガロア理論」「複素解析」「位相幾何学」「微分幾何学」「関数解析」である。品切れ後も、要望に応じて復刊されていたこともあった。
分冊形式であった基礎数学を灰色のハードカバーの一冊本としてまとめ、索引を付した。A5判。また、章末問題に解答・ヒントを付した。基礎数学では別タイトルであった巻を一冊にまとめたものもある。巻頭には「刊行にあたって」と題された小平邦彦の短文がある。内容は各巻に共通である。
1992年にも単行本として、「保型関数」「微分位相幾何学」「数論」「複素多様体論」「リー群論」が出版された。これらは基礎数学選書には含まれない。このほかにも、単行本として復刊したものもある。
「リー群論」について言えば、当初はA5判のハードカバーであった。第2次刊行の「Lie群」I、IIを各々前篇、後篇として、竹内が前書きをつけたものであり、索引が付けられている。内容は、前篇はリー群の入門、後篇は対称空間の入門である。前書きにおいて伊勢著のI(第2次刊行で竹内が改訂)のみならず、竹内著のIIも当初は伊勢の執筆が予定されていた事が明かされている。なお、伊勢幹夫は「Lie群I」の第1次発行と前後して、1977年に死去している。現在岩波オンデマンドブックスとして再刊されたときには、一冊の単行本として出た。
伊勢・竹内著の「リー群論」は英訳がアメリカ数学会 (AMS) から出版されている。
2015年から、岩波書店は単行本化された5冊と岩波基礎数学選書の16冊を含む全巻を再編し、全39巻で再出版している。現在も復刊作業は継続中である。可能な限り基礎数学選書のように一冊にまとめられているが、「常微分方程式」と「スペクトル理論」のみ分冊化し、軽装版の解析入門も2冊組である。内容は全く同一だが、岩波基礎数学選書の名で、シリーズ化が予定されている。「常微分方程式」、「定数係数線型偏微分方程式」、「代数幾何学」、「線型偏微分方程式論における漸近的方法」、「組合せ位相幾何学」、「線型不等式とその応用」、「非線型楕円型方程式」、「1階偏微分方程式」、「可換環論」、「数理物理に現われる偏微分方程式」、「対称群と一般線型群の表現論」、「超関数論入門」、「Fourier解析」、「スペクトル理論」は岩波オンデマンドブックスで復刊された。